# Richard Ganthoney
Richard Ganthoney (fl. XIX-XX secolo) è stato un commediografo, attore e sceneggiatore statunitense.
Tra le sue opere, si ricorda la commedia A Message from Mars: portata al successo a Londra da Charles Henry Hawtrey, venne riproposta con altrettanto successo anche a Broadway, prodotta da Charles Frohman, uno dei maggiori impresari del teatro americano dell'epoca.

## Filmografia
- Un messaggio da Marte (A Message from Mars), regia di Wallett Waller (1913)
- Me and Me Moke, regia di Harold M. Shaw (1916)
- A Message from Mars, regia di Maxwell Karger (1921)